# Еріка Салліван (плавчиня)
Еріка Салліван (англ. Erica Sullivan; нар. 9 серпня 2000) — американська плавчиня, срібна призерка Олімпійських ігор 2020 року.

## Кар'єра
У 2021 році, під час американського олімпійського відбору, спортсменка стала другою на дистанції 1500 метрів вільним стилем та кваліфікувалася на Олімпійські ігри в Токіо.
26 липня відбувся дебют Еріки Салліван на Олімпійських іграх. Це був попередній заплив на дистанції 1500 метрів вільним стилем. Спортсменка показала третій час (15:46.67) та кваліфікувалася у фінал. Там їй вдалося покращити свій час (15:41.41) та завоювати срібну медаль. Плавчиня поступилася лише своїй співвітчизниці Кейті Ледекі (15:37.34).

## Виступи на Олімпійських іграх
| Олімпіада  | Дисципліна                 | Час      | Місце |
| ---------- | -------------------------- | -------- | ----- |
| Токіо 2020 | 1500 метрів вільним стилем | 15:41.41 | 2     |